# 대호시광
《대호시광》(大好时光)은 2015년 방송되었던 중국의 드라마이다.

## 소개
- 상하이시에서 여행사를 운영 중인 이 시대 최고의 매력남 주인공의 사랑 찾기를 그린 드라마

## 등장 인물
- 후거 - 위안하오 역
- 왕샤오천 - 마오샤오춘 역
- 저우추추 - 샤빙빙 역
- 한둥쥔 - 뤄이양 역
- 로이사 (鲁伊莎) - 장쉬에얼 역
- 서백훼 (徐百卉) - 산산 역
- 허아군 (许亚军) - 쑹타오 역
- 여량 (吕凉) - 원신화 역
- 방방 (方芳) - 팡아이 역
- 류길 (刘洁) - 추리나 역
- 고배배 (高蓓蓓) - 지엔후이 역
- 춘샤 - 아이치 역
- 천진루 (陈瑾如) - 웨이웨이 역
- 송여혜 (宋茹惠) - 인위에 역
- 류민 (刘敏) - 안니 역